# Giancarlo Siani
Giancarlo Siani (Nápoles, 19 de septiembre de 1959 - 23 de septiembre de 1985) fue un periodista italiano especializado en criminología que fue asesinado por la Camorra, la organización criminal napolitana.
Comenzó a escribir en la revista Osservatorio sulla camorra, y más tarde como periodista independiente para Il Mattino, el principal periódico de Nápoles. Escribió artículos sobre los vínculos entre el crimen organizado, los políticos y los contratos de construcción.
Siani fue asesinado el 23 de septiembre de 1985 en Nápoles por la Camorra mientras se acercaba a su domicilio en su Citroën Mehari. Fue asesinado por un escuadrón de asesinato de al menos 2 hombres que se acercaron por detrás y le dispararon 10 veces en la cabeza con fuego de 7.65 mm proveniente de al menos 2 pistolas Beretta. Los asesinos escaparon en una motocicleta. En ese momento estaba llevando a cabo una investigación de uno de sus líderes, Valentino Gionta. Gionta era el jefe del clan Gionta, un clan de la Camorra que tenía su base en Torre Annunziata y controlaba el contrabando de cigarrillos.
El 10 de junio de 1985, 3 meses antes de ser asesinado, Siani había revelado que el arresto de Valentino Gionta había sido decidido por Lorenzo Nuvoletta, jefe del clan Nuvoletta, un clan aliado de la Camorra para llegar a una tregua con Antonio Bardellino. Siani estaba preparando un expediente sobre la masacre de Torre Annunziata en agosto de 1984, que dejó ocho muertos y 24 heridos entre el clan Gionta, aliados con los Nuvolettas en ese momento. Después de la masacre las tensiones entre los dos clanes habían aumentado.
En el 2000, Angelo Nuvoletta, Valentino Gionta y Luigi Baccante fueron condenados a cadena perpetua por ordenar el asesinato, así como los autores materiales Gaetano Iacolare, Ferdinando Cataldo, Armando Del Core y Ciro Cappuccio.
En 2009, se estrenó la película Fortapàsc basada en la historia de su vida, dirigida por Marco Risi; Siani es interpretado por el actor Libero De Rienzo. El título (pronunciado "Fort-apash" en dialecto) es una referencia al wéstern clásico de John Ford , "Fort Apache ", y al asedio continuo de la Camorra.